# Säckmalar
Säckmalar (Coleophoridae) är en familj av fjärilar som beskrevs av Charles Théophile Bruand d’Uzelle, 1850. Enligt Catalogue of Life ingår säckmalar i överfamiljen Gelechioidea, ordningen fjärilar, klassen egentliga insekter, fylumet leddjur och riket djur, men enligt Dyntaxa är tillhörigheten istället ordningen fjärilar, klassen egentliga insekter, fylumet leddjur och riket djur. Enligt Catalogue of Life omfattar familjen Coleophoridae 1460 arter. 

## Dottertaxa till Coleophoridae, i alfabetisk ordning[1][2]
| Amblyxena                            |  |                                           |  |  |
| Amblyxena enopias                    |  |                                           |  |  |
| Amblyxena pilifera                   |  |                                           |  |  |
| Augasma                              |  |                                           |  |  |
| Augasma aeratella / aeratellum       |  | Trampörtsmal                              |  |  |
| Augasma atraphaxidellum              |  |                                           |  |  |
| Augasma nidifica                     |  |                                           |  |  |
| Augasma nitens                       |  |                                           |  |  |
| Chedra                               |  |                                           |  |  |
| Chedra delector                      |  |                                           |  |  |
| Chedra inquisitor                    |  |                                           |  |  |
| Chedra mimica                        |  |                                           |  |  |
| Chedra pensor                        |  |                                           |  |  |
| Coleophora                           |  |                                           |  |  |
| Coleophora absinthii                 |  | Absintsäckmal                             |  |  |
| Coleophora acamtopappi               |  |                                           |  |  |
| Coleophora acanthyllidis             |  |                                           |  |  |
| Coleophora accordella                |  |                                           |  |  |
| Coleophora achaenivora               |  |                                           |  |  |
| Coleophora acmura                    |  |                                           |  |  |
| Coleophora acrisella                 |  |                                           |  |  |
| Coleophora acuminatoides             |  |                                           |  |  |
| Coleophora acutipennella             |  |                                           |  |  |
| Coleophora acutiphaga                |  |                                           |  |  |
| Coleophora adalligata                |  |                                           |  |  |
| Coleophora adelogrammella            |  | Hylsnejlikesäckmal                        |  |  |
| Coleophora adelpha                   |  |                                           |  |  |
| Coleophora adilella                  |  |                                           |  |  |
| Coleophora adjectella                |  | Ljuskantad slånsäckmal                    |  |  |
| Coleophora adjunctella               |  | Salttågssäckmal                           |  |  |
| Coleophora adspersella               |  | Ljus mållesäckmal                         |  |  |
| Coleophora adumbratella              |  |                                           |  |  |
| Coleophora aegra                     |  |                                           |  |  |
| Coleophora aegyptiacae               |  |                                           |  |  |
| Coleophora aelleniae                 |  |                                           |  |  |
| Coleophora aeneostrigella            |  |                                           |  |  |
| Coleophora aeneusella                |  |                                           |  |  |
| Coleophora aequalella                |  |                                           |  |  |
| Coleophora aequigesa                 |  |                                           |  |  |
| Coleophora aereipennis               |  |                                           |  |  |
| Coleophora aestuariella              |  |                                           |  |  |
| Coleophora aethiops                  |  |                                           |  |  |
| Coleophora affiliatella              |  |                                           |  |  |
| Coleophora afghana                   |  |                                           |  |  |
| Coleophora afrohispana               |  |                                           |  |  |
| Coleophora afrosarda                 |  |                                           |  |  |
| Coleophora agenjoi                   |  |                                           |  |  |
| Coleophora agilis                    |  |                                           |  |  |
| Coleophora aglabitella               |  |                                           |  |  |
| Coleophora agnatella                 |  |                                           |  |  |
| Coleophora agrianella                |  |                                           |  |  |
| Coleophora ahenella                  |  | Trysäckmal                                |  |  |
| Coleophora albacostella              |  |                                           |  |  |
| Coleophora albarracina               |  |                                           |  |  |
| Coleophora albella                   |  | Svartvit säckmal                          |  |  |
| Coleophora albens                    |  |                                           |  |  |
| Coleophora albiantennaella           |  |                                           |  |  |
| Coleophora albicana                  |  | Ljus malörtssäckmal                       |  |  |
| Coleophora albicella                 |  |                                           |  |  |
| Coleophora albicilia                 |  |                                           |  |  |
| Coleophora albicinctella             |  |                                           |  |  |
| Coleophora albicornuella             |  |                                           |  |  |
| Coleophora albicosta                 |  |                                           |  |  |
| Coleophora albicostella              |  |                                           |  |  |
| Coleophora albidella                 |  | Pudrad sälgsäckmal                        |  |  |
| Coleophora albidorsella              |  |                                           |  |  |
| Coleophora albigriseella             |  |                                           |  |  |
| Coleophora albilineella              |  |                                           |  |  |
| Coleophora albiochrella              |  |                                           |  |  |
| Coleophora albipennella              |  |                                           |  |  |
| Coleophora albitarsella              |  | Myntesäckmal                              |  |  |
| Coleophora albostraminata            |  |                                           |  |  |
| Coleophora albovanescens             |  |                                           |  |  |
| Coleophora albulae                   |  |                                           |  |  |
| Coleophora alcyonipennella           |  | Sen grönglanssäckmal                      |  |  |
| Coleophora algeriensis               |  |                                           |  |  |
| Coleophora algidella                 |  | Ängsfrylesäckmal                          |  |  |
| Coleophora algidella meridionalis    |  |                                           |  |  |
| Coleophora alhamaella                |  |                                           |  |  |
| Coleophora aliena                    |  |                                           |  |  |
| Coleophora alniella                  |  |                                           |  |  |
| Coleophora alnifoliae                |  | Ljuskantad alsäckmal                      |  |  |
| Coleophora alnivorella               |  |                                           |  |  |
| Coleophora alphitonella              |  |                                           |  |  |
| Coleophora altaicolella              |  |                                           |  |  |
| Coleophora alticolella               |  | Tvillingtågsäckmal                        |  |  |
| Coleophora altivagella               |  |                                           |  |  |
| Coleophora amaranthella              |  |                                           |  |  |
| Coleophora amarchana                 |  |                                           |  |  |
| Coleophora amasicola                 |  |                                           |  |  |
| Coleophora amasiella                 |  |                                           |  |  |
| Coleophora amellivora                |  | Linjerad gullrissäckmal                   |  |  |
| Coleophora amentastra                |  |                                           |  |  |
| Coleophora amiculella                |  |                                           |  |  |
| Coleophora ammodyta                  |  |                                           |  |  |
| Coleophora amseli                    |  |                                           |  |  |
| Coleophora amseliella                |  |                                           |  |  |
| Coleophora amygdalina                |  |                                           |  |  |
| Coleophora anabaseos                 |  |                                           |  |  |
| Coleophora anatipennella             |  | Pudrad hasselsäckmal                      |  |  |
| Coleophora ancistron                 |  |                                           |  |  |
| Coleophora anguliferella             |  |                                           |  |  |
| Coleophora angustiorella             |  |                                           |  |  |
| Coleophora angustipennis             |  |                                           |  |  |
| Coleophora anisota                   |  |                                           |  |  |
| Coleophora anitella                  |  |                                           |  |  |
| Coleophora annulatella               |  |                                           |  |  |
| Coleophora annulicola                |  |                                           |  |  |
| Coleophora antennariella             |  | Skogsfrylesäckmal                         |  |  |
| Coleophora anthocalia                |  |                                           |  |  |
| Coleophora aphanombra                |  |                                           |  |  |
| Coleophora aphrocrossa               |  |                                           |  |  |
| Coleophora apicella                  |  | (synonym till Coleophora striatipennella) |  |  |
| Coleophora apicialbella              |  |                                           |  |  |
| Coleophora approximata               |  |                                           |  |  |
| Coleophora arachnias                 |  |                                           |  |  |
| Coleophora arctostaphyli             |  | Mjölonsäckmal                             |  |  |
| Coleophora arefactella               |  |                                           |  |  |
| Coleophora arenbergella              |  |                                           |  |  |
| Coleophora arenbergeri               |  |                                           |  |  |
| Coleophora arenicola                 |  |                                           |  |  |
| Coleophora areniphila                |  |                                           |  |  |
| Coleophora areniphila africana       |  |                                           |  |  |
| Coleophora argenteonivea             |  |                                           |  |  |
| Coleophora argentialbella            |  |                                           |  |  |
| Coleophora argentifimbriata          |  |                                           |  |  |
| Coleophora argentula                 |  | Mindre röllikasäckmal                     |  |  |
| Coleophora argopleura                |  |                                           |  |  |
| Coleophora argyrella                 |  |                                           |  |  |
| Coleophora artemisicolella           |  | Gråbosäckmal                              |  |  |
| Coleophora artemisiella              |  |                                           |  |  |
| Coleophora asiaeminoris              |  |                                           |  |  |
| Coleophora asperginella              |  |                                           |  |  |
| Coleophora astericola                |  |                                           |  |  |
| Coleophora asterifoliella            |  |                                           |  |  |
| Coleophora asteria                   |  | Strandastersäckmal                        |  |  |
| Coleophora asterophagella            |  |                                           |  |  |
| Coleophora asterosella               |  |                                           |  |  |
| Coleophora asthenella                |  |                                           |  |  |
| Coleophora astragalella              |  |                                           |  |  |
| Coleophora astragalorum              |  |                                           |  |  |
| Coleophora atlantica                 |  |                                           |  |  |
| Coleophora atlanticolella            |  |                                           |  |  |
| Coleophora atrilineella              |  |                                           |  |  |
| Coleophora atriplicia                |  | Kustmållesäckmal                          |  |  |
| Coleophora atriplicivora             |  |                                           |  |  |
| Coleophora atromarginata             |  |                                           |  |  |
| Coleophora attalicella               |  |                                           |  |  |
| Coleophora audeoudi                  |  |                                           |  |  |
| Coleophora aularia                   |  |                                           |  |  |
| Coleophora aureliani                 |  |                                           |  |  |
| Coleophora auricella                 |  |                                           |  |  |
| Coleophora auricigrandella           |  |                                           |  |  |
| Coleophora auropurpuriella           |  |                                           |  |  |
| Coleophora autumnella                |  |                                           |  |  |
| Coleophora badiipennella             |  | Vitkantad almsäckmal                      |  |  |
| Coleophora bagorella                 |  |                                           |  |  |
| Coleophora ballotella                |  | Bosyskesäckmal                            |  |  |
| Coleophora barbaricina               |  |                                           |  |  |
| Coleophora basimaculella             |  |                                           |  |  |
| Coleophora basistrigella             |  |                                           |  |  |
| Coleophora bazae                     |  |                                           |  |  |
| Coleophora bedella                   |  |                                           |  |  |
| Coleophora bella                     |  |                                           |  |  |
| Coleophora benedictella              |  |                                           |  |  |
| Coleophora benestrigatella           |  |                                           |  |  |
| Coleophora berlandella               |  |                                           |  |  |
| Coleophora betae                     |  |                                           |  |  |
| Coleophora beticella                 |  |                                           |  |  |
| Coleophora betulaenanae              |  |                                           |  |  |
| Coleophora betulella                 |  | Gulstreckad björksäckmal                  |  |  |
| Coleophora betulivora                |  |                                           |  |  |
| Coleophora bidens                    |  |                                           |  |  |
| Coleophora bidentella                |  |                                           |  |  |
| Coleophora biforis                   |  |                                           |  |  |
| Coleophora bifrondella               |  |                                           |  |  |
| Coleophora bifurcella                |  |                                           |  |  |
| Coleophora bihastulifera             |  |                                           |  |  |
| Coleophora bilineatella              |  |                                           |  |  |
| Coleophora bilineella                |  |                                           |  |  |
| Coleophora biminimmaculella          |  |                                           |  |  |
| Coleophora binderella                |  | Brun alsäckmal                            |  |  |
| Coleophora binotapennella            |  |                                           |  |  |
| Coleophora bipunctella               |  |                                           |  |  |
| Coleophora biseriatella              |  |                                           |  |  |
| Coleophora biskraensis               |  |                                           |  |  |
| Coleophora bispinatella              |  |                                           |  |  |
| Coleophora bistrigella               |  |                                           |  |  |
| Coleophora bivittella                |  |                                           |  |  |
| Coleophora bojalyshi                 |  |                                           |  |  |
| Coleophora borea                     |  |                                           |  |  |
| Coleophora boreella                  |  | Nordsäckmal                               |  |  |
| Coleophora bornicensis               |  |                                           |  |  |
| Coleophora botaurella                |  |                                           |  |  |
| Coleophora botauripennella           |  |                                           |  |  |
| Coleophora botthniella               |  |                                           |  |  |
| Coleophora brevipalpella             |  | Större klintsäckmal                       |  |  |
| Coleophora breviuscula               |  |                                           |  |  |
| Coleophora breyeri                   |  |                                           |  |  |
| Coleophora brunneipennis             |  |                                           |  |  |
| Coleophora brunneosignata            |  |                                           |  |  |
| Coleophora bulganella                |  |                                           |  |  |
| Coleophora burmanni                  |  |                                           |  |  |
| Coleophora büttneri                  |  |                                           |  |  |
| Coleophora caelebipennella           |  | Kilstreckad hedblomstersäckmal            |  |  |
| Coleophora caespititiella            |  | Ringtågsäckmal                            |  |  |
| Coleophora calandrella               |  |                                           |  |  |
| Coleophora calligoni                 |  |                                           |  |  |
| Coleophora calycotomella             |  |                                           |  |  |
| Coleophora campella                  |  |                                           |  |  |
| Coleophora campestriphaga            |  |                                           |  |  |
| Coleophora camphorosmella            |  |                                           |  |  |
| Coleophora canadensisella            |  |                                           |  |  |
| Coleophora canariipennella           |  |                                           |  |  |
| Coleophora captiosa                  |  |                                           |  |  |
| Coleophora caraganae                 |  |                                           |  |  |
| Coleophora carchara                  |  |                                           |  |  |
| Coleophora carelica                  |  | Östlig röllikasäckmal                     |  |  |
| Coleophora caroxyli                  |  |                                           |  |  |
| Coleophora cartilaginella            |  |                                           |  |  |
| Coleophora castalia                  |  |                                           |  |  |
| Coleophora castipennella             |  |                                           |  |  |
| Coleophora caucasica                 |  |                                           |  |  |
| Coleophora cavillosa                 |  |                                           |  |  |
| Coleophora cecidophorella            |  |                                           |  |  |
| Coleophora centralis                 |  |                                           |  |  |
| Coleophora centrota                  |  |                                           |  |  |
| Coleophora cerasivorella             |  |                                           |  |  |
| Coleophora ceratoidis                |  |                                           |  |  |
| Coleophora cercidiphyllella          |  |                                           |  |  |
| Coleophora certhiella                |  |                                           |  |  |
| Coleophora cervinella                |  |                                           |  |  |
| Coleophora chalcogrammella           |  | Silverstreckad säckmal                    |  |  |
| Coleophora chamaedriella             |  |                                           |  |  |
| Coleophora chambersella              |  |                                           |  |  |
| Coleophora changaica                 |  |                                           |  |  |
| Coleophora chenopodii                |  |                                           |  |  |
| Coleophora chiclanensis              |  |                                           |  |  |
| Coleophora chordoscelis              |  |                                           |  |  |
| Coleophora chretienella              |  |                                           |  |  |
| Coleophora chretieni                 |  |                                           |  |  |
| Coleophora christenseni              |  |                                           |  |  |
| Coleophora chrysanthemi              |  | Renfanekragesäckmal                       |  |  |
| Coleophora chrysopsella              |  |                                           |  |  |
| Coleophora ciliataephaga             |  |                                           |  |  |
| Coleophora cinerella                 |  |                                           |  |  |
| Coleophora cistorum                  |  |                                           |  |  |
| Coleophora citrarga                  |  |                                           |  |  |
| Coleophora clarissa                  |  |                                           |  |  |
| Coleophora climacopterae             |  |                                           |  |  |
| Coleophora clypeiferella             |  | Ribbad mållesäckmal                       |  |  |
| Coleophora cnossiaca                 |  |                                           |  |  |
| Coleophora coarctataephaga           |  |                                           |  |  |
| Coleophora coelebipennella           |  |                                           |  |  |
| Coleophora coenosipennella           |  |                                           |  |  |
| Coleophora colutella                 |  | Mindre sötvedelssäckmal                   |  |  |
| Coleophora comptoniella              |  |                                           |  |  |
| Coleophora concolorella              |  |                                           |  |  |
| Coleophora confluella                |  |                                           |  |  |
| Coleophora confusa                   |  |                                           |  |  |
| Coleophora congeriella               |  |                                           |  |  |
| Coleophora conspicuella              |  | Kilstreckad klintsäckmal                  |  |  |
| Coleophora contrariella              |  |                                           |  |  |
| Coleophora conyzae                   |  | Skarplinjerad krisslesäckmal              |  |  |
| Coleophora conyzae xenia             |  |                                           |  |  |
| Coleophora coracipennella            |  |                                           |  |  |
| Coleophora cornelia                  |  |                                           |  |  |
| Coleophora cornivorella              |  |                                           |  |  |
| Coleophora cornutella                |  | Porssäckmal                               |  |  |
| Coleophora coronillae                |  | Kronillsäckmal                            |  |  |
| Coleophora corsicella                |  |                                           |  |  |
| Coleophora corylifoliella            |  |                                           |  |  |
| Coleophora cracella                  |  |                                           |  |  |
| Coleophora crassicornella            |  |                                           |  |  |
| Coleophora cratipennella             |  |                                           |  |  |
| Coleophora crepidella                |  |                                           |  |  |
| Coleophora crepidinella              |  |                                           |  |  |
| Coleophora cretaticostella           |  |                                           |  |  |
| Coleophora cretensis                 |  |                                           |  |  |
| Coleophora crinita                   |  |                                           |  |  |
| Coleophora crossanthes               |  |                                           |  |  |
| Coleophora crossophanes              |  |                                           |  |  |
| Coleophora crypsiphanes              |  |                                           |  |  |
| Coleophora cteis                     |  |                                           |  |  |
| Coleophora cuprariella               |  |                                           |  |  |
| Coleophora currucipennella           |  | Gulstreckad avenbokssäckmal               |  |  |
| Coleophora cypriacella               |  |                                           |  |  |
| Coleophora cyrniella                 |  |                                           |  |  |
| Coleophora cyrta                     |  |                                           |  |  |
| Coleophora cytisanthi                |  |                                           |  |  |
| Coleophora darigangae                |  |                                           |  |  |
| Coleophora deauratella               |  | Fjällsprötad grönglanssäckmal             |  |  |
| Coleophora debilella                 |  |                                           |  |  |
| Coleophora decipiens                 |  |                                           |  |  |
| Coleophora decoratella               |  |                                           |  |  |
| Coleophora defessella                |  |                                           |  |  |
| Coleophora delgerella                |  |                                           |  |  |
| Coleophora delibutella               |  |                                           |  |  |
| Coleophora delicatella               |  |                                           |  |  |
| Coleophora demaculella               |  |                                           |  |  |
| Coleophora denigrella                |  |                                           |  |  |
| Coleophora dentatella                |  |                                           |  |  |
| Coleophora dentiferella              |  |                                           |  |  |
| Coleophora dentiferoides             |  |                                           |  |  |
| Coleophora depunctella               |  |                                           |  |  |
| Coleophora derasofasciella           |  | Pältsasäckmal                             |  |  |
| Coleophora derrai                    |  |                                           |  |  |
| Coleophora deviella                  |  | Saltörtssäckmal                           |  |  |
| Coleophora dextrella                 |  |                                           |  |  |
| Coleophora dianthi                   |  | Nejliksäckmal                             |  |  |
| Coleophora dianthivora               |  |                                           |  |  |
| Coleophora didyma                    |  |                                           |  |  |
| Coleophora didymella                 |  |                                           |  |  |
| Coleophora diffusa                   |  |                                           |  |  |
| Coleophora digitella                 |  |                                           |  |  |
| Coleophora dilabens                  |  |                                           |  |  |
| Coleophora diogenes                  |  |                                           |  |  |
| Coleophora dipalliata                |  |                                           |  |  |
| Coleophora directella                |  | Större fältmalörtssäckmal                 |  |  |
| Coleophora discifera                 |  |                                           |  |  |
| Coleophora discomaculella            |  |                                           |  |  |
| Coleophora discordella               |  | Käringtandssäckmal                        |  |  |
| Coleophora discostriata              |  |                                           |  |  |
| Coleophora dissociella               |  |                                           |  |  |
| Coleophora ditella                   |  |                                           |  |  |
| Coleophora dormiens                  |  |                                           |  |  |
| Coleophora dorycniella               |  |                                           |  |  |
| Coleophora draghiaella               |  |                                           |  |  |
| Coleophora drymidis                  |  |                                           |  |  |
| Coleophora dubiella                  |  |                                           |  |  |
| Coleophora dubiosa                   |  |                                           |  |  |
| Coleophora duplicis                  |  |                                           |  |  |
| Coleophora duplicis rugosae          |  |                                           |  |  |
| Coleophora echinacea                 |  |                                           |  |  |
| Coleophora echinopsilonella          |  |                                           |  |  |
| Coleophora echyropis                 |  |                                           |  |  |
| Coleophora efflua                    |  |                                           |  |  |
| Coleophora eichleri                  |  |                                           |  |  |
| Coleophora elaeagnisella             |  |                                           |  |  |
| Coleophora elephantacolorella        |  |                                           |  |  |
| Coleophora elephantella              |  |                                           |  |  |
| Coleophora emberizella               |  |                                           |  |  |
| Coleophora encasia                   |  |                                           |  |  |
| Coleophora enchitis                  |  |                                           |  |  |
| Coleophora enchorda                  |  |                                           |  |  |
| Coleophora entoloma                  |  |                                           |  |  |
| Coleophora epijudaica                |  |                                           |  |  |
| Coleophora epiphanopa                |  |                                           |  |  |
| Coleophora eremodes                  |  |                                           |  |  |
| Coleophora eremosparti               |  |                                           |  |  |
| Coleophora ericoides                 |  |                                           |  |  |
| Coleophora erratella                 |  |                                           |  |  |
| Coleophora esignata                  |  |                                           |  |  |
| Coleophora espunaella                |  |                                           |  |  |
| Coleophora eucoleos                  |  |                                           |  |  |
| Coleophora eupreta                   |  |                                           |  |  |
| Coleophora eupreta betica            |  |                                           |  |  |
| Coleophora euryaula                  |  |                                           |  |  |
| Coleophora exarga                    |  |                                           |  |  |
| Coleophora expressella               |  | Större röllikasäckmal                     |  |  |
| Coleophora fagicorticella            |  |                                           |  |  |
| Coleophora falcigerella              |  |                                           |  |  |
| Coleophora famella                   |  |                                           |  |  |
| Coleophora femorella                 |  |                                           |  |  |
| Coleophora fergana                   |  |                                           |  |  |
| Coleophora festivella                |  |                                           |  |  |
| Coleophora filaginella               |  | Ullörtssäckmal                            |  |  |
| Coleophora fiorii                    |  |                                           |  |  |
| Coleophora flabelligerella           |  |                                           |  |  |
| Coleophora flavicornis               |  |                                           |  |  |
| Coleophora flavicosta                |  |                                           |  |  |
| Coleophora flaviella                 |  |                                           |  |  |
| Coleophora flavineella               |  |                                           |  |  |
| Coleophora flavipennella             |  | Ljuskantad eksäckmal                      |  |  |
| Coleophora flavovena                 |  |                                           |  |  |
| Coleophora follicularia              |  | Hampflockelssäckmal                       |  |  |
| Coleophora frankii                   |  |                                           |  |  |
| Coleophora franzi                    |  |                                           |  |  |
| Coleophora fraternella               |  |                                           |  |  |
| Coleophora fretella                  |  |                                           |  |  |
| Coleophora fringillella              |  |                                           |  |  |
| Coleophora frischella                |  | Tidig grönglanssäckmal                    |  |  |
| Coleophora frischella aurata         |  |                                           |  |  |
| Coleophora fuchsiella                |  |                                           |  |  |
| Coleophora fulgidella                |  |                                           |  |  |
| Coleophora fulvociliella             |  |                                           |  |  |
| Coleophora fuscicornis               |  |                                           |  |  |
| Coleophora fuscinervella             |  |                                           |  |  |
| Coleophora fuscoaenea                |  |                                           |  |  |
| Coleophora fuscociliella             |  |                                           |  |  |
| Coleophora fuscocuprella             |  | Mindre grönglanssäckmal                   |  |  |
| Coleophora fuscolineata              |  |                                           |  |  |
| Coleophora fuscopictella             |  |                                           |  |  |
| Coleophora fuscostrigella            |  |                                           |  |  |
| Coleophora galatellae                |  |                                           |  |  |
| Coleophora galbulipennella           |  | Större backglimssäckmal                   |  |  |
| Coleophora galligena                 |  |                                           |  |  |
| Coleophora gallipennella             |  | Större sötvedelssäckmal                   |  |  |
| Coleophora gallivora                 |  |                                           |  |  |
| Coleophora gallurella                |  |                                           |  |  |
| Coleophora gardesanella              |  | Strandmalörtssäckmal                      |  |  |
| Coleophora gaviaepennella            |  |                                           |  |  |
| Coleophora gaylussaciella            |  |                                           |  |  |
| Coleophora gazella                   |  |                                           |  |  |
| Coleophora genistae                  |  | Ginstsäckmal                              |  |  |
| Coleophora gerasimovi                |  |                                           |  |  |
| Coleophora ghorella                  |  |                                           |  |  |
| Coleophora gielisi                   |  |                                           |  |  |
| Coleophora gigantella                |  |                                           |  |  |
| Coleophora gilveolella               |  |                                           |  |  |
| Coleophora glaseri                   |  |                                           |  |  |
| Coleophora glaucella                 |  |                                           |  |  |
| Coleophora glaucicolella             |  | Suddig tågsäckmal                         |  |  |
| Coleophora glissandella              |  |                                           |  |  |
| Coleophora glitzella                 |  | Blek lingonsäckmal                        |  |  |
| Coleophora gnaphalii                 |  | Grovfjällig hedblomstersäckmal            |  |  |
| Coleophora graminicolella            |  | Tjärblomstersäckmal                       |  |  |
| Coleophora granifera                 |  |                                           |  |  |
| Coleophora granulatella              |  | Grå fältmalörtssäckmal                    |  |  |
| Coleophora gredosella                |  |                                           |  |  |
| Coleophora griseicornella            |  |                                           |  |  |
| Coleophora griseomixta               |  |                                           |  |  |
| Coleophora gryphipennella            |  | Nyponsäckmal                              |  |  |
| Coleophora guttiferella              |  |                                           |  |  |
| Coleophora gymnocarpella             |  |                                           |  |  |
| Coleophora gypsella                  |  |                                           |  |  |
| Coleophora hackmani/ hackmanni       |  | Punkterad backglimssäckmal                |  |  |
| Coleophora hadrocerella              |  |                                           |  |  |
| Coleophora halimionella              |  |                                           |  |  |
| Coleophora halmodes                  |  |                                           |  |  |
| Coleophora halophilella              |  |                                           |  |  |
| Coleophora haloxyli                  |  |                                           |  |  |
| Coleophora haloxylonella             |  |                                           |  |  |
| Coleophora hamata                    |  |                                           |  |  |
| Coleophora hancola                   |  |                                           |  |  |
| Coleophora hatamae                   |  |                                           |  |  |
| Coleophora haywardi                  |  |                                           |  |  |
| Coleophora hederella                 |  |                                           |  |  |
| Coleophora heinrichella              |  |                                           |  |  |
| Coleophora helianthemella            |  |                                           |  |  |
| Coleophora helichrysiella            |  |                                           |  |  |
| Coleophora hemerobiella              |  | Vattrad rönnsäckmal                       |  |  |
| Coleophora hemerobiola               |  |                                           |  |  |
| Coleophora heringi                   |  |                                           |  |  |
| Coleophora hermanniella              |  |                                           |  |  |
| Coleophora hiberica                  |  |                                           |  |  |
| Coleophora hieronella                |  |                                           |  |  |
| Coleophora hippodromica              |  |                                           |  |  |
| Coleophora hispanicella              |  |                                           |  |  |
| Coleophora hololeucella              |  |                                           |  |  |
| Coleophora honestella                |  |                                           |  |  |
| Coleophora hongorella                |  |                                           |  |  |
| Coleophora horatioella               |  |                                           |  |  |
| Coleophora hornigi                   |  | (synonym till Coleophora violacea)        |  |  |
| Coleophora hospitiella               |  |                                           |  |  |
| Coleophora hsiaolingensis            |  |                                           |  |  |
| Coleophora hungariae                 |  |                                           |  |  |
| Coleophora hydrolapathella           |  | Vattenskräppesäckmal                      |  |  |
| Coleophora hypomona                  |  |                                           |  |  |
| Coleophora hyssopi                   |  |                                           |  |  |
| Coleophora hystricella               |  |                                           |  |  |
| Coleophora ibipennella               |  | Brunstreckad eksäckmal                    |  |  |
| Coleophora ichthyura                 |  |                                           |  |  |
| Coleophora idaeella                  |  | Pyrolasäckmal                             |  |  |
| Coleophora ignobilis                 |  |                                           |  |  |
| Coleophora ignotella                 |  |                                           |  |  |
| Coleophora illustrata                |  |                                           |  |  |
| Coleophora imbecilla                 |  |                                           |  |  |
| Coleophora immortalis                |  |                                           |  |  |
| Coleophora impalella                 |  |                                           |  |  |
| Coleophora implicitella              |  |                                           |  |  |
| Coleophora impunctata                |  |                                           |  |  |
| Coleophora incanella                 |  |                                           |  |  |
| Coleophora inconstans                |  |                                           |  |  |
| Coleophora incultella                |  |                                           |  |  |
| Coleophora indefinitella             |  |                                           |  |  |
| Coleophora inequidentella            |  |                                           |  |  |
| Coleophora inermis                   |  |                                           |  |  |
| Coleophora infibulatella             |  |                                           |  |  |
| Coleophora infolliculella            |  |                                           |  |  |
| Coleophora infuscatella              |  |                                           |  |  |
| Coleophora inornatella               |  |                                           |  |  |
| Coleophora insulicola                |  |                                           |  |  |
| Coleophora intensa                   |  |                                           |  |  |
| Coleophora intermediella             |  |                                           |  |  |
| Coleophora intermixta                |  |                                           |  |  |
| Coleophora intexta                   |  |                                           |  |  |
| Coleophora inulae                    |  | Gullinjerad krisslesäckmal                |  |  |
| Coleophora inulae transcaucasica     |  |                                           |  |  |
| Coleophora inusitatella              |  |                                           |  |  |
| Coleophora involucrella              |  |                                           |  |  |
| Coleophora iranella                  |  |                                           |  |  |
| Coleophora irroratella               |  |                                           |  |  |
| Coleophora isabellina                |  |                                           |  |  |
| Coleophora islamella                 |  |                                           |  |  |
| Coleophora isodonta                  |  |                                           |  |  |
| Coleophora jaernaensia               |  | Mindre mållesäckmal                       |  |  |
| Coleophora japonicella               |  |                                           |  |  |
| Coleophora jebeli                    |  |                                           |  |  |
| Coleophora jefreniensis              |  |                                           |  |  |
| Coleophora jerusalemella             |  |                                           |  |  |
| Coleophora judaica                   |  |                                           |  |  |
| Coleophora juglandella               |  |                                           |  |  |
| Coleophora juncicolella              |  | Mindre ljungsäckmal                       |  |  |
| Coleophora jynxella                  |  |                                           |  |  |
| Coleophora kahaourella               |  |                                           |  |  |
| Coleophora kalmiella                 |  |                                           |  |  |
| Coleophora kandevanella              |  |                                           |  |  |
| Coleophora karadaghi                 |  |                                           |  |  |
| Coleophora karvoneni                 |  |                                           |  |  |
| Coleophora kashkaella                |  |                                           |  |  |
| Coleophora kasyi                     |  |                                           |  |  |
| Coleophora kaszabi                   |  |                                           |  |  |
| Coleophora kearfottella              |  |                                           |  |  |
| Coleophora keireuki                  |  |                                           |  |  |
| Coleophora klimeschiella             |  |                                           |  |  |
| Coleophora kondarensis               |  |                                           |  |  |
| Coleophora kronella                  |  |                                           |  |  |
| Coleophora kuehnella                 |  | Vit eksäckmal                             |  |  |
| Coleophora kurokoi                   |  |                                           |  |  |
| Coleophora kuznetzovi                |  |                                           |  |  |
| Coleophora kyffhusana                |  | Såpörtssäckmal                            |  |  |
| Coleophora laconiae                  |  |                                           |  |  |
| Coleophora lacunicolella             |  |                                           |  |  |
| Coleophora laevipennis               |  |                                           |  |  |
| Coleophora lantosquella              |  |                                           |  |  |
| Coleophora lapidicornis              |  |                                           |  |  |
| Coleophora laricella                 |  | Sydlig lärksäckmal                        |  |  |
| Coleophora lasiocharis               |  |                                           |  |  |
| Coleophora lasloella                 |  |                                           |  |  |
| Coleophora lassella                  |  | Vägtågssäckmal                            |  |  |
| Coleophora laticornella              |  |                                           |  |  |
| Coleophora laticostella              |  |                                           |  |  |
| Coleophora latistriella              |  |                                           |  |  |
| Coleophora latronella                |  |                                           |  |  |
| Coleophora laurentella               |  |                                           |  |  |
| Coleophora lebedella                 |  |                                           |  |  |
| Coleophora ledi                      |  | Mindre skvattramsäckmal                   |  |  |
| Coleophora lenae                     |  |                                           |  |  |
| Coleophora lentella                  |  |                                           |  |  |
| Coleophora lepyropis                 |  |                                           |  |  |
| Coleophora lessinica                 |  |                                           |  |  |
| Coleophora leucala                   |  |                                           |  |  |
| Coleophora leucapennella             |  |                                           |  |  |
| Coleophora leucapennis               |  |                                           |  |  |
| Coleophora leucobela                 |  |                                           |  |  |
| Coleophora leucocharis               |  |                                           |  |  |
| Coleophora leucochrysella            |  |                                           |  |  |
| Coleophora leucopodella              |  |                                           |  |  |
| Coleophora leucostoma                |  |                                           |  |  |
| Coleophora lewandowskii              |  |                                           |  |  |
| Coleophora lima                      |  |                                           |  |  |
| Coleophora limoniella                |  | Marrispsäckmal                            |  |  |
| Coleophora limosipennella            |  | Ljuskantad almsäckmal                     |  |  |
| Coleophora lineapulvella             |  |                                           |  |  |
| Coleophora lineata                   |  |                                           |  |  |
| Coleophora lineatella                |  |                                           |  |  |
| Coleophora lineolea/lineola          |  | Stinksyskesäckmal                         |  |  |
| Coleophora linoplecta                |  |                                           |  |  |
| Coleophora linosyridella             |  |                                           |  |  |
| Coleophora linosyris                 |  |                                           |  |  |
| Coleophora liriophorella             |  |                                           |  |  |
| Coleophora lithargyrinella           |  | Olivfärgad stjärnblomssäckmal             |  |  |
| Coleophora littorella                |  |                                           |  |  |
| Coleophora lixella                   |  | Sikelsäckmal                              |  |  |
| Coleophora longicornella             |  |                                           |  |  |
| Coleophora longipalpella             |  |                                           |  |  |
| Coleophora loti                      |  |                                           |  |  |
| Coleophora lugduniella               |  |                                           |  |  |
| Coleophora lunensis                  |  |                                           |  |  |
| Coleophora lurida                    |  |                                           |  |  |
| Coleophora lusciniaepennella         |  | Videsäckmal                               |  |  |
| Coleophora lutatiella                |  |                                           |  |  |
| Coleophora luteocostella             |  |                                           |  |  |
| Coleophora luteolella                |  |                                           |  |  |
| Coleophora lutipennella              |  | Gul eksäckmal                             |  |  |
| Coleophora lycii                     |  |                                           |  |  |
| Coleophora lynosyridella             |  |                                           |  |  |
| Coleophora macedonica                |  |                                           |  |  |
| Coleophora macilenta                 |  |                                           |  |  |
| Coleophora macrobiella               |  |                                           |  |  |
| Coleophora macrura                   |  |                                           |  |  |
| Coleophora maculipennella            |  |                                           |  |  |
| Coleophora maghrebina                |  |                                           |  |  |
| Coleophora magnatella                |  |                                           |  |  |
| Coleophora malatiella                |  |                                           |  |  |
| Coleophora maneella                  |  |                                           |  |  |
| Coleophora manifesta                 |  |                                           |  |  |
| Coleophora manitoba                  |  |                                           |  |  |
| Coleophora marcella                  |  |                                           |  |  |
| Coleophora maritella                 |  |                                           |  |  |
| Coleophora maritimella               |  | Strandtågssäckmal                         |  |  |
| Coleophora maturella                 |  |                                           |  |  |
| Coleophora mausoleae                 |  |                                           |  |  |
| Coleophora mausolella                |  |                                           |  |  |
| Coleophora mayrella                  |  | Klövergrönglanssäckmal                    |  |  |
| Coleophora mcdunnoughiella           |  |                                           |  |  |
| Coleophora medelichensis             |  |                                           |  |  |
| Coleophora mediocris                 |  |                                           |  |  |
| Coleophora mediodens                 |  |                                           |  |  |
| Coleophora megaloptila               |  |                                           |  |  |
| Coleophora melanograpta              |  |                                           |  |  |
| Coleophora mellechella               |  |                                           |  |  |
| Coleophora menephilella              |  |                                           |  |  |
| Coleophora meridionella              |  |                                           |  |  |
| Coleophora microalbella              |  |                                           |  |  |
| Coleophora micromeriae               |  |                                           |  |  |
| Coleophora micronotella              |  |                                           |  |  |
| Coleophora microspinella             |  |                                           |  |  |
| Coleophora microtitae                |  |                                           |  |  |
| Coleophora microxantha               |  |                                           |  |  |
| Coleophora millefoliella             |  |                                           |  |  |
| Coleophora millefolii                |  | Grovfjällig röllikasäckmal                |  |  |
| Coleophora milvipennia               |  | Ljuskantad björksäckmal                   |  |  |
| Coleophora minaxella                 |  |                                           |  |  |
| Coleophora minimella                 |  |                                           |  |  |
| Coleophora minoica                   |  |                                           |  |  |
| Coleophora modicella                 |  |                                           |  |  |
| Coleophora moehringiae               |  |                                           |  |  |
| Coleophora moeniacella               |  |                                           |  |  |
| Coleophora molesta                   |  |                                           |  |  |
| Coleophora molybdodella              |  |                                           |  |  |
| Coleophora monardae                  |  |                                           |  |  |
| Coleophora monardella                |  |                                           |  |  |
| Coleophora mongetella                |  |                                           |  |  |
| Coleophora monoceros                 |  |                                           |  |  |
| Coleophora monteiroi                 |  |                                           |  |  |
| Coleophora montihospitella           |  |                                           |  |  |
| Coleophora motacillella              |  | Mållfrösäckmal                            |  |  |
| Coleophora moronella                 |  |                                           |  |  |
| Coleophora motacillella              |  |                                           |  |  |
| Coleophora multicristatella          |  |                                           |  |  |
| Coleophora multipulvella             |  |                                           |  |  |
| Coleophora murciana                  |  |                                           |  |  |
| Coleophora murinella                 |  | Musgrå lingonsäckmal                      |  |  |
| Coleophora murinipennella            |  |                                           |  |  |
| Coleophora musculella                |  |                                           |  |  |
| Coleophora namakella                 |  |                                           |  |  |
| Coleophora namangana                 |  |                                           |  |  |
| Coleophora nanophyti                 |  |                                           |  |  |
| Coleophora necessaria                |  |                                           |  |  |
| Coleophora nemorella                 |  |                                           |  |  |
| Coleophora nevadella                 |  |                                           |  |  |
| Coleophora neviusiella               |  |                                           |  |  |
| Coleophora nigricella                |  |                                           |  |  |
| Coleophora nigricornis               |  |                                           |  |  |
| Coleophora nigridorsella             |  |                                           |  |  |
| Coleophora nigrosparsella            |  |                                           |  |  |
| Coleophora nigrosquamella            |  |                                           |  |  |
| Coleophora nigrostriata              |  |                                           |  |  |
| Coleophora nikiella                  |  |                                           |  |  |
| Coleophora niphocrossa               |  |                                           |  |  |
| Coleophora niphomesta                |  |                                           |  |  |
| Coleophora nitens                    |  |                                           |  |  |
| Coleophora nitidipennella            |  |                                           |  |  |
| Coleophora niveicostella             |  | Vitkantad timjansäckmal                   |  |  |
| Coleophora niveistrigella            |  |                                           |  |  |
| Coleophora niveopictella             |  |                                           |  |  |
| Coleophora nivifera                  |  |                                           |  |  |
| Coleophora nomgona                   |  |                                           |  |  |
| Coleophora nubivagella               |  |                                           |  |  |
| Coleophora nurmahal                  |  |                                           |  |  |
| Coleophora nutantella                |  | Ljusringad backglimssäckmal               |  |  |
| Coleophora obducta                   |  |                                           |  |  |
| Coleophora obscenella                |  |                                           |  |  |
| Coleophora obscuripalpella           |  | Mörk skvattramsäckmal                     |  |  |
| Coleophora obtectella                |  |                                           |  |  |
| Coleophora obviella                  |  |                                           |  |  |
| Coleophora occatella                 |  |                                           |  |  |
| Coleophora occidentalis              |  |                                           |  |  |
| Coleophora ochrea                    |  | Solvändesäckmal                           |  |  |
| Coleophora ochrea castelensis        |  |                                           |  |  |
| Coleophora ochrea hispanica          |  |                                           |  |  |
| Coleophora ochripennella             |  |                                           |  |  |
| Coleophora ochroflava                |  |                                           |  |  |
| Coleophora ochroneura                |  |                                           |  |  |
| Coleophora ochrostriata              |  |                                           |  |  |
| Coleophora octagonella               |  |                                           |  |  |
| Coleophora odorariella               |  |                                           |  |  |
| Coleophora ogmotona                  |  |                                           |  |  |
| Coleophora oligostropha              |  |                                           |  |  |
| Coleophora olympica                  |  |                                           |  |  |
| Coleophora onobrychiella             |  | Sandvedelssäckmal                         |  |  |
| Coleophora ononidella                |  |                                           |  |  |
| Coleophora onopordiella              |  |                                           |  |  |
| Coleophora onosmella                 |  | (synonym till Coleophora pennella)        |  |  |
| Coleophora opulens                   |  |                                           |  |  |
| Coleophora orbitella                 |  | Grå björksäckmal                          |  |  |
| Coleophora ordinaria                 |  |                                           |  |  |
| Coleophora oriolella                 |  |                                           |  |  |
| Coleophora ornatipennella            |  | Grässäckmal                               |  |  |
| Coleophora orogella                  |  |                                           |  |  |
| Coleophora orotavensis               |  |                                           |  |  |
| Coleophora orphnoceros               |  |                                           |  |  |
| Coleophora ortneri                   |  |                                           |  |  |
| Coleophora ortrina                   |  |                                           |  |  |
| Coleophora ostryae                   |  |                                           |  |  |
| Coleophora otidipennella             |  | Dyster frylesäckmal                       |  |  |
| Coleophora otitae                    |  |                                           |  |  |
| Coleophora oxyphaea                  |  |                                           |  |  |
| Coleophora pagodella                 |  |                                           |  |  |
| Coleophora palifera                  |  |                                           |  |  |
| Coleophora palliatella               |  |                                           |  |  |
| Coleophora pallida                   |  |                                           |  |  |
| Coleophora pallidata                 |  |                                           |  |  |
| Coleophora paludoides                |  |                                           |  |  |
| Coleophora pappiferella              |  | Kattfotssäckmal                           |  |  |
| Coleophora paradoxella               |  |                                           |  |  |
| Coleophora paradrymidis/paradrymidea |  | Dvärgsäckmal                              |  |  |
| Coleophora paragiraudi               |  |                                           |  |  |
| Coleophora paraononidella            |  |                                           |  |  |
| Coleophora parapredotella            |  |                                           |  |  |
| Coleophora paraptarmica              |  |                                           |  |  |
| Coleophora parasalmani               |  |                                           |  |  |
| Coleophora paraspumosella            |  |                                           |  |  |
| Coleophora parcella                  |  |                                           |  |  |
| Coleophora parenthella               |  |                                           |  |  |
| Coleophora paripennella              |  | Klintgrönglanssäckmal                     |  |  |
| Coleophora parmeliella               |  |                                           |  |  |
| Coleophora parthenica                |  |                                           |  |  |
| Coleophora parthenogenella           |  | Jungfrusäckmal                            |  |  |
| Coleophora partitella                |  | Kilstreckad röllikasäckmal                |  |  |
| Coleophora parvella                  |  |                                           |  |  |
| Coleophora patzaki                   |  |                                           |  |  |
| Coleophora pauperculella             |  |                                           |  |  |
| Coleophora pechi                     |  |                                           |  |  |
| Coleophora pelinopis                 |  |                                           |  |  |
| Coleophora pellicornella             |  |                                           |  |  |
| Coleophora pennella                  |  | Strävbladssäckmal                         |  |  |
| Coleophora percnoceros               |  |                                           |  |  |
| Coleophora peregrinaevorella         |  |                                           |  |  |
| Coleophora peri                      |  | Toksäckmal                                |  |  |
| Coleophora peribenanderi             |  | Linjerad tistelsäckmal                    |  |  |
| Coleophora perissa                   |  |                                           |  |  |
| Coleophora perplexella               |  |                                           |  |  |
| Coleophora persimplexella            |  |                                           |  |  |
| Coleophora peterseni                 |  |                                           |  |  |
| Coleophora petraea                   |  |                                           |  |  |
| Coleophora phaeocentra               |  |                                           |  |  |
| Coleophora phlomidella               |  |                                           |  |  |
| Coleophora phlomidis                 |  |                                           |  |  |
| Coleophora picardella                |  |                                           |  |  |
| Coleophora picticornis               |  |                                           |  |  |
| Coleophora pilicornis                |  |                                           |  |  |
| Coleophora pinkeri                   |  |                                           |  |  |
| Coleophora plicipunctella            |  |                                           |  |  |
| Coleophora plumbella                 |  | Blygrå säckmal                            |  |  |
| Coleophora plurifoliella             |  |                                           |  |  |
| Coleophora poecilella                |  |                                           |  |  |
| Coleophora polemoniella              |  |                                           |  |  |
| Coleophora polichomriensis           |  |                                           |  |  |
| Coleophora polonicella               |  |                                           |  |  |
| Coleophora polycarpaeae              |  |                                           |  |  |
| Coleophora polynella                 |  |                                           |  |  |
| Coleophora pontica                   |  |                                           |  |  |
| Coleophora portulacae                |  |                                           |  |  |
| Coleophora potentillae               |  | Brudbrödsäckmal                           |  |  |
| Coleophora praecipua                 |  |                                           |  |  |
| Coleophora praecursella              |  |                                           |  |  |
| Coleophora pratella                  |  |                                           |  |  |
| Coleophora preisseckeri              |  |                                           |  |  |
| Coleophora prepostera                |  |                                           |  |  |
| Coleophora presbytica                |  |                                           |  |  |
| Coleophora principiella              |  |                                           |  |  |
| Coleophora prinziella                |  |                                           |  |  |
| Coleophora propinqua                 |  |                                           |  |  |
| Coleophora protecta                  |  |                                           |  |  |
| Coleophora proterella                |  | Förväxlad säckmal                         |  |  |
| Coleophora prunifoliae               |  | Körsbärssäckmal                           |  |  |
| Coleophora psamata                   |  |                                           |  |  |
| Coleophora psammion                  |  |                                           |  |  |
| Coleophora pseudociconiella          |  |                                           |  |  |
| Coleophora pseudodirectella          |  |                                           |  |  |
| Coleophora pseudoditella             |  |                                           |  |  |
| Coleophora pseudolinosyris           |  |                                           |  |  |
| Coleophora pseudopoecilella          |  |                                           |  |  |
| Coleophora pseudoprunifoliae         |  |                                           |  |  |
| Coleophora pseudorepentis            |  |                                           |  |  |
| Coleophora psilopterella             |  |                                           |  |  |
| Coleophora psychropa                 |  |                                           |  |  |
| Coleophora ptarmicia                 |  |                                           |  |  |
| Coleophora pterosparti               |  |                                           |  |  |
| Coleophora ptilocharis               |  |                                           |  |  |
| Coleophora puberoloides              |  |                                           |  |  |
| Coleophora pudica                    |  |                                           |  |  |
| Coleophora pulchricornis             |  |                                           |  |  |
| Coleophora pulchripennis             |  |                                           |  |  |
| Coleophora pulmonariella             |  | Lungörtssäckmal                           |  |  |
| Coleophora punctulatella             |  |                                           |  |  |
| Coleophora punica                    |  |                                           |  |  |
| Coleophora purifica                  |  |                                           |  |  |
| Coleophora pyrenaica                 |  |                                           |  |  |
| Coleophora pyrrhulipennella          |  | Kilstreckad ljungsäckmal                  |  |  |
| Coleophora quadrifariella            |  |                                           |  |  |
| Coleophora quadrilineella            |  |                                           |  |  |
| Coleophora quadristraminella         |  |                                           |  |  |
| Coleophora quadristrigella           |  |                                           |  |  |
| Coleophora quadruplex                |  |                                           |  |  |
| Coleophora querciella                |  |                                           |  |  |
| Coleophora qulikushella              |  |                                           |  |  |
| Coleophora ramosella                 |  | Vitsprötad gullrissäckmal                 |  |  |
| Coleophora ravillella                |  |                                           |  |  |
| Coleophora razowskii                 |  |                                           |  |  |
| Coleophora rebeli                    |  |                                           |  |  |
| Coleophora rectilineella             |  |                                           |  |  |
| Coleophora remotella                 |  |                                           |  |  |
| Coleophora repentis                  |  |                                           |  |  |
| Coleophora retifera                  |  |                                           |  |  |
| Coleophora rhanteriella              |  |                                           |  |  |
| Coleophora ribasella                 |  |                                           |  |  |
| Coleophora riffelensis               |  |                                           |  |  |
| Coleophora ringoniella               |  |                                           |  |  |
| Coleophora roridella                 |  |                                           |  |  |
| Coleophora rosacella                 |  |                                           |  |  |
| Coleophora rosaefoliella             |  |                                           |  |  |
| Coleophora rosaevorella              |  |                                           |  |  |
| Coleophora rubritaeniella            |  |                                           |  |  |
| Coleophora rupestrella               |  |                                           |  |  |
| Coleophora sabulella                 |  |                                           |  |  |
| Coleophora sacramenta                |  |                                           |  |  |
| Coleophora salicivorella             |  |                                           |  |  |
| Coleophora salicorniae               |  | Glasörtssäckmal                           |  |  |
| Coleophora salinella                 |  |                                           |  |  |
| Coleophora salinoidella              |  |                                           |  |  |
| Coleophora salsolella                |  |                                           |  |  |
| Coleophora salviella                 |  |                                           |  |  |
| Coleophora santolinella              |  |                                           |  |  |
| Coleophora saponariella              |  | Såpnejlikesäckmal                         |  |  |
| Coleophora sardiniae                 |  |                                           |  |  |
| Coleophora sardocorsa                |  |                                           |  |  |
| Coleophora sarehma                   |  |                                           |  |  |
| Coleophora sarobiensis               |  |                                           |  |  |
| Coleophora satellitella              |  |                                           |  |  |
| Coleophora saturatella               |  |                                           |  |  |
| Coleophora saudita                   |  |                                           |  |  |
| Coleophora saxauli                   |  |                                           |  |  |
| Coleophora saxicolella               |  | Gulgrå mållesäckmal                       |  |  |
| Coleophora scabrida                  |  | Knytlingsäckmal                           |  |  |
| Coleophora scabrida polonica         |  |                                           |  |  |
| Coleophora scaleuta                  |  |                                           |  |  |
| Coleophora scariphota                |  |                                           |  |  |
| Coleophora schaeuffeleella           |  |                                           |  |  |
| Coleophora schahkuhensis             |  |                                           |  |  |
| Coleophora schmidti                  |  |                                           |  |  |
| Coleophora scioleuca                 |  |                                           |  |  |
| Coleophora seguiella                 |  |                                           |  |  |
| Coleophora semicinerea               |  |                                           |  |  |
| Coleophora seminalis                 |  |                                           |  |  |
| Coleophora seminella                 |  |                                           |  |  |
| Coleophora semistrigata              |  |                                           |  |  |
| Coleophora serinipennella            |  |                                           |  |  |
| Coleophora seriphidii                |  |                                           |  |  |
| Coleophora serpylletorum             |  | Längsstreckad timjansäckmal               |  |  |
| Coleophora serratella                |  | Björksäckmal                              |  |  |
| Coleophora serratulella              |  |                                           |  |  |
| Coleophora setipalpella              |  |                                           |  |  |
| Coleophora sexdentatella             |  |                                           |  |  |
| Coleophora shaleriella               |  |                                           |  |  |
| Coleophora sibirica                  |  |                                           |  |  |
| Coleophora sibiricella               |  | Sibirisk lärksäckmal                      |  |  |
| Coleophora siccifolia                |  | Gulgrå rönnsäckmal                        |  |  |
| Coleophora silenella                 |  | Sydlig backglimssäckmal                   |  |  |
| Coleophora singreni                  |  |                                           |  |  |
| Coleophora skanesella                |  |                                           |  |  |
| Coleophora sobrinella                |  |                                           |  |  |
| Coleophora soffneriella              |  |                                           |  |  |
| Coleophora solenella                 |  |                                           |  |  |
| Coleophora solenella tariata         |  |                                           |  |  |
| Coleophora solidaginella             |  |                                           |  |  |
| Coleophora solitariella              |  | Skarpringad stjärnblomssäckmal            |  |  |
| Coleophora soriaella                 |  |                                           |  |  |
| Coleophora spargospinella            |  |                                           |  |  |
| Coleophora sparsiatomella            |  |                                           |  |  |
| Coleophora sparsipulvella            |  |                                           |  |  |
| Coleophora sparsipuncta              |  |                                           |  |  |
| Coleophora spinella                  |  | Apelsäckmal                               |  |  |
| Coleophora spiraeella                |  | Spireasäckmal                             |  |  |
| Coleophora spiralis                  |  |                                           |  |  |
| Coleophora spissicornis              |  |                                           |  |  |
| Coleophora spumosella                |  |                                           |  |  |
| Coleophora squalorella               |  | Tvåfläckad mållesäckmal                   |  |  |
| Coleophora squamella                 |  |                                           |  |  |
| Coleophora squamosella               |  | Gråbinkesäckmal                           |  |  |
| Coleophora stachi                    |  |                                           |  |  |
| Coleophora staehelinella             |  |                                           |  |  |
| Coleophora statherota                |  |                                           |  |  |
| Coleophora stegosaurus               |  |                                           |  |  |
| Coleophora stenidella                |  |                                           |  |  |
| Coleophora stepposa                  |  |                                           |  |  |
| Coleophora sternipennella            |  | Större mållesäckmal                       |  |  |
| Coleophora stramentella              |  |                                           |  |  |
| Coleophora straminella               |  |                                           |  |  |
| Coleophora striata                   |  |                                           |  |  |
| Coleophora striatipennella           |  | Strimmig stjärnblomssäckmal               |  |  |
| Coleophora strigiferella             |  |                                           |  |  |
| Coleophora strigosella               |  |                                           |  |  |
| Coleophora striolatella              |  |                                           |  |  |
| Coleophora struella                  |  |                                           |  |  |
| Coleophora strutiella                |  |                                           |  |  |
| Coleophora stuposa                   |  |                                           |  |  |
| Coleophora suaedae                   |  |                                           |  |  |
| Coleophora suaedicola                |  |                                           |  |  |
| Coleophora subapicis                 |  |                                           |  |  |
| Coleophora suberosella               |  |                                           |  |  |
| Coleophora sublineariella            |  |                                           |  |  |
| Coleophora subnivea                  |  |                                           |  |  |
| Coleophora subparcella               |  |                                           |  |  |
| Coleophora succursella               |  | Grovfjällig malörtssäckmal                |  |  |
| Coleophora sudanella                 |  |                                           |  |  |
| Coleophora summivola                 |  |                                           |  |  |
| Coleophora sumptuosa                 |  |                                           |  |  |
| Coleophora supinella                 |  |                                           |  |  |
| Coleophora svenssoni                 |  | Kilstreckad fjällsäckmal                  |  |  |
| Coleophora sylvaticella              |  | Parkfrylesäckmal                          |  |  |
| Coleophora symphistropha             |  |                                           |  |  |
| Coleophora synchrocera               |  |                                           |  |  |
| Coleophora syriaca                   |  |                                           |  |  |
| Coleophora tacera                    |  |                                           |  |  |
| Coleophora tadzhikiella              |  |                                           |  |  |
| Coleophora taeniipennella            |  | Gullinjerad tågsäckmal                    |  |  |
| Coleophora talynella                 |  |                                           |  |  |
| Coleophora tamesia                   |  | Ljussprötad tågsäckmal                    |  |  |
| Coleophora tanaceti                  |  | Renfanesäckmal                            |  |  |
| Coleophora tanitella                 |  |                                           |  |  |
| Coleophora tanyleuca                 |  |                                           |  |  |
| Coleophora tarsocoma                 |  |                                           |  |  |
| Coleophora tauricella                |  |                                           |  |  |
| Coleophora taygeti                   |  |                                           |  |  |
| Coleophora teneriffella              |  |                                           |  |  |
| Coleophora tenuis                    |  |                                           |  |  |
| Coleophora terenaula                 |  |                                           |  |  |
| Coleophora tersocoma                 |  |                                           |  |  |
| Coleophora tesquorum                 |  |                                           |  |  |
| Coleophora testudo                   |  |                                           |  |  |
| Coleophora texanella                 |  |                                           |  |  |
| Coleophora textoria                  |  |                                           |  |  |
| Coleophora thalassella               |  |                                           |  |  |
| Coleophora therinella                |  | Dubbellinjerad tistelsäckmal              |  |  |
| Coleophora thiophaea                 |  |                                           |  |  |
| Coleophora thulea                    |  | Hjortronsäckmal                           |  |  |
| Coleophora thurneri                  |  |                                           |  |  |
| Coleophora thymi                     |  |                                           |  |  |
| Coleophora tiliaefoliella            |  |                                           |  |  |
| Coleophora tolensis                  |  |                                           |  |  |
| Coleophora tollamseliella            |  |                                           |  |  |
| Coleophora tolli                     |  |                                           |  |  |
| Coleophora totanae                   |  |                                           |  |  |
| Coleophora toxotis                   |  |                                           |  |  |
| Coleophora tractella                 |  |                                           |  |  |
| Coleophora traganella                |  |                                           |  |  |
| Coleophora traugotti                 |  |                                           |  |  |
| Coleophora tremefacta                |  |                                           |  |  |
| Coleophora treskaensis               |  |                                           |  |  |
| Coleophora trichopterella            |  |                                           |  |  |
| Coleophora tricolor                  |  |                                           |  |  |
| Coleophora tridentifera              |  |                                           |  |  |
| Coleophora trientella                |  |                                           |  |  |
| Coleophora trifariella               |  |                                           |  |  |
| Coleophora triflua                   |  |                                           |  |  |
| Coleophora trifolii                  |  | Sötväpplingssäckmal                       |  |  |
| Coleophora triganella                |  |                                           |  |  |
| Coleophora trigeminella              |  | Vitkantad rönnsäckmal                     |  |  |
| Coleophora trilineella               |  |                                           |  |  |
| Coleophora triplicis                 |  |                                           |  |  |
| Coleophora tripolitana               |  |                                           |  |  |
| Coleophora tristella                 |  |                                           |  |  |
| Coleophora tristraminata             |  |                                           |  |  |
| Coleophora trochilella               |  | Gullinjerad gullrissäckmal                |  |  |
| Coleophora troglodytella             |  | (synonym till Coleophora follicularis)    |  |  |
| Coleophora tsherkesi                 |  |                                           |  |  |
| Coleophora tshiligella               |  |                                           |  |  |
| Coleophora tshogoni                  |  |                                           |  |  |
| Coleophora turbatella                |  |                                           |  |  |
| Coleophora turolella                 |  |                                           |  |  |
| Coleophora tuvensis                  |  |                                           |  |  |
| Coleophora tyrrhaenica               |  |                                           |  |  |
| Coleophora tytri                     |  |                                           |  |  |
| Coleophora uliginosella              |  | Odonsäckmal                               |  |  |
| Coleophora ulmifoliella              |  |                                           |  |  |
| Coleophora ulmivorella               |  |                                           |  |  |
| Coleophora umbratica                 |  |                                           |  |  |
| Coleophora unicrenata                |  |                                           |  |  |
| Coleophora uniformis                 |  |                                           |  |  |
| Coleophora unigenella                |  | Fjällsippesäckmal                         |  |  |
| Coleophora unipunctella              |  |                                           |  |  |
| Coleophora univittella               |  |                                           |  |  |
| Coleophora uralensis                 |  |                                           |  |  |
| Coleophora vacciniella               |  | Blåbärsäckmal                             |  |  |
| Coleophora vacciniivorella           |  |                                           |  |  |
| Coleophora vagans                    |  |                                           |  |  |
| Coleophora valesianella              |  |                                           |  |  |
| Coleophora vancouverensis            |  |                                           |  |  |
| Coleophora vanderwolfi               |  |                                           |  |  |
| Coleophora varii                     |  |                                           |  |  |
| Coleophora variicornis               |  |                                           |  |  |
| Coleophora wegmarni                  |  |                                           |  |  |
| Coleophora ventadelsolella           |  |                                           |  |  |
| Coleophora vermiculatella            |  |                                           |  |  |
| Coleophora vernoniaella              |  |                                           |  |  |
| Coleophora versurella                |  | Blek mållesäckmal                         |  |  |
| Coleophora vestalella                |  |                                           |  |  |
| Coleophora vestianella               |  | Smalvingad mållesäckmal                   |  |  |
| Coleophora vibicella                 |  |                                           |  |  |
| Coleophora vibicigerella             |  | Kilstreckad malörtssäckmal                |  |  |
| Coleophora viburniella               |  |                                           |  |  |
| Coleophora vicinella                 |  |                                           |  |  |
| Coleophora viettella                 |  |                                           |  |  |
| Coleophora vigilis                   |  |                                           |  |  |
| Coleophora wiltshirei                |  |                                           |  |  |
| Coleophora viminetella               |  |                                           |  |  |
| Coleophora violacea                  |  | Vägtornssäckmal                           |  |  |
| Coleophora virgatella                |  |                                           |  |  |
| Coleophora virgaureae                |  | Gullrissäckmal                            |  |  |
| Coleophora viridicuprella            |  |                                           |  |  |
| Coleophora viscidiflorella           |  |                                           |  |  |
| Coleophora vitilis                   |  |                                           |  |  |
| Coleophora vitisella                 |  | Ljusbrun lingonsäckmal                    |  |  |
| Coleophora vivesella                 |  |                                           |  |  |
| Coleophora wockeella                 |  |                                           |  |  |
| Coleophora volckei                   |  |                                           |  |  |
| Coleophora vulnerariae               |  | Getväpplingssäckmal                       |  |  |
| Coleophora vulpecula                 |  |                                           |  |  |
| Coleophora wyethiae                  |  |                                           |  |  |
| Coleophora xanthoargentea            |  |                                           |  |  |
| Coleophora xanthochlora              |  |                                           |  |  |
| Coleophora xanthoptera               |  |                                           |  |  |
| Coleophora yomogiella                |  |                                           |  |  |
| Coleophora zagella                   |  |                                           |  |  |
| Coleophora zelleriella               |  | Gulspetsad sälgsäckmal                    |  |  |
| Coleophora zernyi                    |  |                                           |  |  |
| Coleophora zhusani                   |  |                                           |  |  |
| Coleophora zhusguni                  |  |                                           |  |  |
| Coleophora zimmermanni               |  |                                           |  |  |
| Coleophora zukowskii                 |  | Spöksäckmal                               |  |  |
| Coleophora zygotaenia                |  |                                           |  |  |
| Coleophora zymotica                  |  |                                           |  |  |
| Corythangela                         |  |                                           |  |  |
| Corythangela galeata                 |  |                                           |  |  |
| Duospina                             |  |                                           |  |  |
| Duospina abolitor                    |  |                                           |  |  |
| Duospina trichella                   |  |                                           |  |  |
| Enscepastra                          |  |                                           |  |  |
| Enscepastra longirostris             |  |                                           |  |  |
| Enscepastra machinopis               |  |                                           |  |  |
| Enscepastra plagiopa                 |  |                                           |  |  |
| Goniodoma                            |  |                                           |  |  |
| Goniodoma auroguttella               |  |                                           |  |  |
| Goniodoma limoniella                 |  |                                           |  |  |
| Goniodoma millierella                |  |                                           |  |  |
| Goniodoma nemesi                     |  |                                           |  |  |
| Homaledra                            |  |                                           |  |  |
| Homaledra heptathalama               |  |                                           |  |  |
| Homaledra sabalella                  |  |                                           |  |  |
| Iriothyrsa                           |  |                                           |  |  |
| Iriothyrsa melanogma                 |  |                                           |  |  |
| Ischnophanes                         |  |                                           |  |  |
| Ischnophanes atelesta                |  |                                           |  |  |
| Ischnophanes canariella              |  |                                           |  |  |
| Ischnophanes capnopleura             |  |                                           |  |  |
| Ischnophanes elaphropa               |  |                                           |  |  |
| Ischnophanes ethemon                 |  |                                           |  |  |
| Ischnophanes idiotropa               |  |                                           |  |  |
| Ischnophanes macromita               |  |                                           |  |  |
| Ischnophanes monocentra              |  |                                           |  |  |
| Ischnophanes potheta                 |  |                                           |  |  |
| Ischnophanes semidalota              |  |                                           |  |  |
| Ischnophanes suffusa                 |  |                                           |  |  |
| Ischnophanes symmicta                |  |                                           |  |  |
| Ischnopsis                           |  |                                           |  |  |
| Ischnopsis angustella                |  |                                           |  |  |
| Macrocorystis                        |  |                                           |  |  |
| Macrocorystis byrsostola             |  |                                           |  |  |
| Metriotes                            |  |                                           |  |  |
| Metriotes insularis                  |  |                                           |  |  |
| Metriotes jaeckhi                    |  |                                           |  |  |
| Metriotes lutarea                    |  | Grå kapselsäckmal                         |  |  |
| Metriotes polygoni                   |  |                                           |  |  |
| Metriotes serratella                 |  |                                           |  |  |
| Nasamonica                           |  |                                           |  |  |
| Nasamonica oxymorpha                 |  |                                           |  |  |
| Porotica                             |  |                                           |  |  |
| Porotica astragalis                  |  |                                           |  |  |
| Protocryptis                         |  |                                           |  |  |
| Protocryptis obducta                 |  |                                           |  |  |
| Sandaloeca                           |  |                                           |  |  |
| Sandaloeca lathraea                  |  |                                           |  |  |
| Tocasta                              |  |                                           |  |  |
| Tocasta priscella                    |  |                                           |  |  |
| Coleophora paradrymidis/paradrymidea |  |                                           |  |  |